# The Deadly Companions
The Deadly Companions (br.: Parceiros da morte / O homem que eu devia odiar / pt.: Companheiros da Morte) é um filme estadunidense de 1961 do gênero western, dirigido por Sam Peckinpah. Roteiro de Albert Sidney Fleischman baseado em livro homônimo próprio. Foi o primeiro filme dirigido por Sam Peckinpah .

## Elenco
- Maureen O'Hara...Kit Tilden
- Brian Keith...Yellowleg
- Steve Cochran...Billy Keplinger
- Chill Wills...Turk
- Strother Martin...Parson
- Will Wright...Doutor Acton
- James O'Hara...Cal, proprietário do armazém
- Peter O'Crotty...prefeito de Hila City
- Billy Vaughan...Mead Tildon Jr.
- Hank Gobble...Bartender (não creditado)

## Sinopse

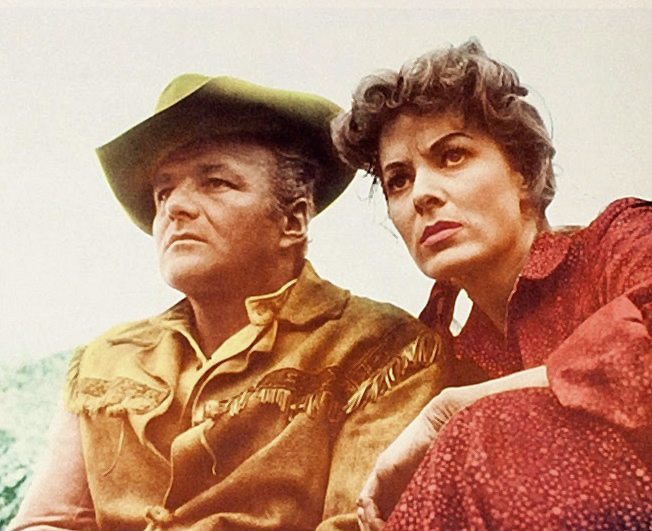
Brian Keith e Maureen O'Hara em cena do filme

O ex-sargento da União conhecido por Yellowleg procura por cinco anos o soldado confederado que o mutilou na cabeça e o encontra prestes a ser enforcado por homens que lhe acusaram de trapacear num jogo de cartas. O confederado se chama Turk e tem como parceiro o mexicano Billy Keplinger que é um pistoleiro rápido no gatilho e o salva. Yellowleg propõe aos dois parceria num roubo a banco mas ao chegarem na cidade de Hila City, encontram outros ladrões que atacaram o estabelecimento primeiro. No tiroteio para impedir a fuga dos ladrões, Yellowleg acerta acidentalmente e mata o menino Mead, filho da dançarina viúva Kit. Ela não quer que o menino seja enterrado na cidade onde todos a hostilizam e resolve viajar até Siringo, um povoado fantasma no meio do desértico território Apache, pois ali fica a sepultura do marido. Yellowleg a acompanha contra a vontade dela, junto de seus dois companheiros. Ele espera o momento certo para acertar as contas com seu inimigo mas os homens tem seus próprios planos enquanto os índios renegados rondam pela região.

## Produção
Diretor estreante
Após o cancelamento da série de TV The Westerner (1959-1960), Brian Keith foi contratado para ser o protagonista masculino de The Deadly Companions. Ele sugeriu Sam Peckinpah (que fora produtor e diretor de The Westerner) para a direção do filme e o produtor Charles B. Fitzsimons aceitou a ideia. O filme está em domínio público nos Estados Unidos.
Locações
No Arizona, nos estúdios Old Tucson, 201 S. Kinney Road, Tucson, Arizona, Estados Unidos